# Seven Femenino de Francia 2017
El Seven Femenino de Francia de 2017 fue la segunda edición del torneo de rugby 7, así como el sexto y último de la Serie Mundial Femenina de Rugby 7 2016-17.
Se desarrolló en el Stade Gabriel Montpied de la ciudad de Clermont-Ferrand, Francia.

## Fase de grupos

### Grupo A
| Equipo         | Encuentros | Encuentros | Encuentros | Encuentros | Tantos  | Tantos    | Tantos     | Puntos |
| Equipo         | jugados    | ganados    | empatados  | perdidos   | a favor | en contra | diferencia | Puntos |
| -------------- | ---------- | ---------- | ---------- | ---------- | ------- | --------- | ---------- | ------ |
| Nueva Zelanda  | 3          | 3          | 0          | 0          | 66      | 29        | +37        | 9      |
| Estados Unidos | 3          | 2          | 0          | 1          | 59      | 31        | +28        | 7      |
| Irlanda        | 3          | 1          | 0          | 2          | 38      | 43        | –5         | 5      |
| Japón          | 3          | 0          | 0          | 3          | 20      | 80        | –60        | 3      |

### Grupo B
| Equipo     | Encuentros | Encuentros | Encuentros | Encuentros | Tantos  | Tantos    | Tantos     | Puntos |
| Equipo     | jugados    | ganados    | empatados  | perdidos   | a favor | en contra | diferencia | Puntos |
| ---------- | ---------- | ---------- | ---------- | ---------- | ------- | --------- | ---------- | ------ |
| Canadá     | 3          | 3          | 0          | 0          | 98      | 14        | +84        | 9      |
| Rusia      | 3          | 1          | 0          | 2          | 48      | 36        | +12        | 5      |
| Brasil     | 3          | 1          | 0          | 2          | 36      | 67        | –31        | 5      |
| Inglaterra | 3          | 1          | 0          | 2          | 31      | 96        | –65        | 5      |

### Grupo C
| Equipo    | Encuentros | Encuentros | Encuentros | Encuentros | Tantos  | Tantos    | Tantos     | Puntos |
| Equipo    | jugados    | ganados    | empatados  | perdidos   | a favor | en contra | diferencia | Puntos |
| --------- | ---------- | ---------- | ---------- | ---------- | ------- | --------- | ---------- | ------ |
| Australia | 3          | 3          | 0          | 0          | 96      | 22        | +74        | 9      |
| Francia   | 3          | 2          | 0          | 1          | 60      | 41        | +19        | 7      |
| Fiyi      | 3          | 1          | 0          | 2          | 64      | 73        | –9         | 5      |
| España    | 3          | 0          | 0          | 3          | 14      | 98        | –84        | 3      |

## Fase Final

### Copa de oro
|  | Cuartos de final | Cuartos de final | Cuartos de final |               |         | Semifinales | Semifinales | Semifinales |        |              | Copa         | Copa         | Copa |  |
|  |                  |                  |                  |               |         |             |             |             |        |              |              |              |      |  |
|  |                  |                  |                  |               |         |             |             |             |        |              |              |              |      |  |
|  | Canadá           | Canadá           | 31               |               |         |             |             |             |        |              |              |              |      |  |
|  | Canadá           | Canadá           | 31               |               |         |             |             |             |        |              |              |              |      |  |
|  | Irlanda          | Irlanda          | 0                |               |         |             |             |             |        |              |              |              |      |  |
|  | Irlanda          | Irlanda          | 0                |               | Canadá  | Canadá      | 14          |             |        |              |              |              |      |  |
|  |                  |                  |                  |               | Canadá  | Canadá      | 14          |             |        |              |              |              |      |  |
|  |                  |                  | Australia        | Australia     | 19      |             |             |             |        |              |              |              |      |  |
|  | Australia        | Australia        | Australia        | Australia     | 19      | 31          |             |             |        |              |              |              |      |  |
|  | Australia        | Australia        |                  |               |         |             |             |             |        |              |              |              |      |  |
|  | Estados Unidos   | Estados Unidos   | 14               |               |         |             |             |             |        |              |              |              |      |  |
|  | Estados Unidos   | Estados Unidos   | 14               |               |         |             |             |             |        | Australia    | Australia    | 7            |      |  |
|  |                  |                  |                  |               |         |             |             |             |        | Australia    | Australia    | 7            |      |  |
|  |                  |                  | Nueva Zelanda    | Nueva Zelanda | 22      |             |             |             |        |              |              |              |      |  |
|  | Francia          | Francia          | Nueva Zelanda    | Nueva Zelanda | 22      | 10          |             |             |        |              |              |              |      |  |
|  | Francia          | Francia          |                  |               |         |             |             |             |        |              |              |              |      |  |
|  | Rusia            | Rusia            | 7                |               |         |             |             |             |        |              |              |              |      |  |
|  | Rusia            | Rusia            | 7                |               | Francia | Francia     | 7           |             |        | Tercer lugar | Tercer lugar | Tercer lugar |      |  |
|  |                  |                  |                  |               | Francia | Francia     | 7           |             |        | Tercer lugar | Tercer lugar | Tercer lugar |      |  |
|  |                  |                  | Nueva Zelanda    | Nueva Zelanda | 21      |             |             |             |        |              |              |              |      |  |
|  | Nueva Zelanda    | Nueva Zelanda    | Nueva Zelanda    | Nueva Zelanda | 21      | 31          |             |             | Canadá | Canadá       | 36           |              |      |  |
|  | Nueva Zelanda    | Nueva Zelanda    |                  |               |         |             |             |             | Canadá | Canadá       | 36           |              |      |  |
|  | Fiyi             | Fiyi             | 7                |               |         |             |             |             |        |              | Francia      | Francia      | 7    |  |
|  | Fiyi             | Fiyi             | 7                |               |         |             |             |             |        |              | Francia      | Francia      | 7    |  |
|  |                  |                  |                  |               |         |             |             |             |        |              |              |              |      |  |

| Bandera de Nueva Zelanda |
| Campeón Nueva Zelanda    |
| 5º título del circuito   |